# Jiří Svoboda (regizor)
Jiří Svoboda (n. 5 mai 1945, Kladno, Boemia Centrală, Cehia) este un regizor de film și TV, scenarist și politician pensionar ceh. A fost liderul Partidului Comunist din Boemia și Moravia (KSČM) între 1990 și 1993. În 2017 a primit Premiul Mondial pentru Umanism din partea Academiei de Umanism din Ohrida din Macedonia de Nord. 

## Carieră
În 1996, Svoboda a candidat fără succes la Senat din partea Partidului Stângii Democrate. Din 1999 până în 2004 a fost profesor de artă cinematografică la Școala de Film și TV a Academiei de Artă Cinematografică din Praga (FAMU). Ca jurnalist, a participat ocazional la dezbateri istorice despre istoria Cehiei din Evul Mediu până în prezent. Este ateu.

## Filmografie

### Ca regizor
- 1974 – Motiv pro vraždu (Mobilul unei crime)
- 1975 – Zrcadlo pro Kristýnu
- 1977 – Modrá planeta
- 1980 – Dívka s mušlí
- 1981 – Řetěz
- 1982 – Schůzka se stiny
- 1983 – Oblouk světla – film TV
- 1983 – Zánik samoty Berhof
- 1985 – Skalpel, prosím (Bisturiul, vă rog!)
- 1986 – Papilio
- 1987 – Svět nic neví
- 1988 – Prokletí domu Hajnů
- 1990 – Jen o rodinných záležitostech
- 1995 – Co Hedvika neřekla – film TV
- 2002 – Udělení milosti se zamítá – film TV
- 2005 – Sametoví vrazi
- 2005 – Rána z milosti – film TV
- 2005 – Jasnovidec – film TV
- 2007 – Boží duha – film TV
- 2010 – Domina – film TV
- 2014 – Poslední cyklista
- 2015 – Jan Hus
- 2017 –  Zádušní oběť– film TV